# Nikla
Nikla is een plaats (község) en gemeente in het Hongaarse comitaat Somogy. Nikla telt 742 inwoners (2001).